# Kindly Bent To Free Us
Kindly Bent to Free Us es el tercer álbum de larga duración de la banda de metal progresivo Cynic. Fue lanzado el 14 de febrero de 2014.

## Historia
Se dio anuncio del álbum con más detalle durante las sesiones de grabación en febrero del 2012. Masvidal dio la siguiente declaración para la revista irlandesa Molten:

"Es casi como, no sé como explicarlo, pero si tuviera que encasillarlo sería como ciencia ficción, futurista y alienigena, pero al mismo tiempo con música muy manejable. Es como, para mí, que llega mas a lo que es el cuerpo de Cynic. Se siente muy moderno y al mismo tiempo simplemente se siente muy genial. Soy grande en el espacio.Definitivamente es algo nuevo. No es nada que hayamos hecho antes. Es un nuevo color, un nuevo espacio. Creo que la gente tomara nota de las cosas de la guitarra. Realmente estoy cambiando de marcha, estoy intentando las cosas de manera diferente y el modo en que las realizo. Es un nuevo espacio para Cynic, por supuesto. Definitivamente suena como nosotros pero completamente nuevo."
Paul Masvidal.

"Es un sonido nuevo y audaz para Cynic y marca un salto gigante en el progreso de la banda. Nosotros tuvimos mucho tiempo para dejar que este material se desarrollara y se gestara y, finalmente se siente listo para mostrarlo al mundo. He estado en modo de trío con Malone y Masvidal, puliendo desde uno, hasta un trillón de detalles y no podría estar mas contento con respecto a lo que esta pasando con estas canciones. ¡Están realmente vivas!"
Sean Reinert.

El álbum estuvo disponible para escucharlo el 6 de febrero de 2014.

## Canciones
| N.º | Título | Música | Duración |  |

## Créditos

### Alineación
- Paul Masvidal - Voz, Guitarras, Teclados
- Sean Malone - Bajo Fretless, Chapman stick
- Sean Reinert - Percusión

### Productores
- Jason Donaghy - Ingeniería
- R. Walt Vincent - Mezcla
- Maor Appelbaum - Masterización
- Robert Venosa - Concepto de la carátula